# Michael Albasini
Michael Albasini (ur. 10 grudnia 1980 w Mendrisio) – szwajcarski kolarz szosowy.
W zawodowym peletonie od 2001 roku. Jego największym sukcesem jest wygranie wieloetapowego wyścigu Volta a Catalunya (2012), kilkunastu etapów na wyścigach zaliczanych do kategorii World Tour oraz mistrzostwo Europy U23 w 2002 roku.

## Najważniejsze osiągnięcia
1998
- 1. miejsce w mistrzostwach Szwajcarii (do lat 19, start wspólny)

2002
- 1. miejsce w mistrzostwach Europy (do lat 23, start wspólny)

2004
- 5. miejsce w Züri-Metzgete

2005
- 1. miejsce na 5. etapie Tour de Suisse
  - 1. miejsce w klasyfikacji sprinterskiej

2006
- 1. miejsce w klasyfikacji górskiej oraz sprinterskiej Tour de Suisse

2007
- 1. miejsce na 4. etapie Circuit de la Sarthe

2008
- 2. miejsce w Tour de Luxembourg
  - 1. miejsce na 3. etapie

2009
- 1. miejsce na 4. etapie Vuelta al País Vasco
- 1. miejsce na 5. etapie Tour de Suisse
- 1. miejsce w Österreich-Rundfahrt
  - 1. miejsce na 2. etapie

2010
- 4. miejsce w Tour de Pologne
- 1. miejsce w Tour of Britain
  - 1. miejsce na 3. etapie

2011
- 1. miejsce na 3. etapie Bayern Rundfahrt
- 1. miejsce w Grosser Preis des Kantons Aargau
- 1. miejsce w klasyfikacji górskiej Vuelta al País Vasco
- 1. miejsce na 13. etapie Vuelta a España

2012
- 1. miejsce w Volta a Catalunya
  - 1. miejsce na 1. i 2. etapie
- 1. miejsce na 8. etapie Tour de Suisse
- 2. miejsce w La Flèche Wallonne
- 2. miejsce w mistrzostwach Szwajcarii (start wspólny)

2013
- 1. miejsce na 4. etapie Paryż-Nicea
- 1. miejsce w Grosser Preis des Kantons Aargau

2014
- 7. miejsce w La Flèche Wallonne
- 1. miejsce na 1., 2. i 4. etapie Tour de Romandie
- 2. miejsce w mistrzostwach Szwajcarii (start wspólny)

2015
- 3. miejsce w La Flèche Wallonne
- 1. miejsce na 2. i 3. etapie Tour de Romandie

2016
- 2. miejsce w Liège-Bastogne-Liège
- 1. miejsce na 5. etapie Tour de Romandie
  - 1. miejsce w klasyfikacji punktowej

2017
- 2. miejsce w Vuelta a La Rioja
- 1. miejsce na 2. etapie Vuelta al País Vasco
- 3. miejsce w Amstel Gold Race
- 5. miejsce w La Flèche Wallonne
- 1. miejsce na 1. etapie Tour de Romandie
- 1. miejsce w Coppa Agostoni

2018
- 1. miejsce w Tour des Fjords
  - 1. miejsce w klasyfikacji punktowej
  - 1. miejsce na 2. etapie
- 2. miejsce w Hammer Stavanger

2019
- 3. miejsce w Hammer Stavanger

## Rankingi
| Rok                | 2005 | 2006 | 2007 | 2008 | 2009 | 2010 | 2011 | 2012 | 2013 | 2014 | 2015 | 2016  | 2017 | 2018 | 2019 | 2020 |
| ------------------ | ---- | ---- | ---- | ---- | ---- | ---- | ---- | ---- | ---- | ---- | ---- | ----- | ---- | ---- | ---- | ---- |
| UCI ProTour        | 173. | -    | 188. | 106. |      |      |      |      |      |      |      |       |      |      |      |      |
| UCI World Calendar |      |      |      |      | 129. | 73.  |      |      |      |      |      |       |      |      |      |      |
| UCI World Tour     |      |      |      |      |      |      | 134. | 23.  | 126. | 65.  | 64.  | 50.   | 44.  | -    |      |      |
| World Ranking      |      |      |      |      |      |      |      |      |      |      |      | 99.   | 31.  | 233. | 609. | 644. |
| UCI Europe Tour    |      |      |      |      |      |      |      |      |      |      |      | 1521. | 36.  | 95.  | 460. | 524. |
|                    |      |      |      |      |      |      |      |      |      |      |      |       |      |      |      |      |
| Źródło: UCI        |      |      |      |      |      |      |      |      |      |      |      |       |      |      |      |      |